# Сарибулак (Кордайський район)
Сарибула́к (каз. Сарыбұлақ) — село у складі Кордайського району Жамбильської області Казахстану. Адміністративний центр Сарибулацького сільського округу.
У радянські часи село називалося Курдай.
Населення — 4232 особи (2021; 2953 у 2009, 2152 у 1999, 1994 у 1989).